# Саришору Маре (Сучава)
Саришору Маре (рум. Sărișoru Mare) насеље је у Румунији у округу Сучава у општини Шару Дорнеј. Oпштина се налази на надморској висини од 921 m.

## Становништво
Према подацима из 2002. године у насељу је живело 564 становника, од којих су сви румунске националности.